# Mount Borgstrom
Mount Borgstrom ist ein 2610 m hoher Berg im ostantarktischen Viktorialand. Er ragt 3 km südöstlich des Mount Meister aus dem Nash Ridge der Eisenhower Range auf.
Der United States Geological Survey kartierte ihn anhand eigener Vermessungen und mithilfe von Luftaufnahmen der United States Navy zwischen 1955 und 1963. Das Advisory Committee on Antarctic Names benannte ihn 1968 nach Charles Olaf Borgstrom Jr. (1930–2001), Lufteinsatzoffizier der Flugstaffel VX-6 während der Operation Deep Freeze des Jahres 1966.